# Hollywood Film Awards 2018
La 22ª edizione degli Hollywood Film Awards si è svolta il 4 novembre 2018 a Los Angeles in California. La cerimonia è stata presentata da Awkwafina.

## Vincitori

### Premio alla carriera
- Nicole Kidman

### Miglior film
- Black Panther, regia di Ryan Coogler

### Miglior regista
- Damien Chazelle - First Man - Il primo uomo (First Man)

### Miglior regista rivelazione
- Felix Van Groeningen - Beautiful Boy

### Miglior attore
- Hugh Jackman - The Front Runner - Il vizio del potere (The Front Runner)

### Miglior attrice
- Glenn Close - The Wife - Vivere nell'ombra (The Wife)

### Miglior attore non protagonista
- Timothée Chalamet - Beautiful Boy

### Miglior attrice non protagonista
- Rachel Weisz - La favorita (The Favourite)

### Miglior attore rivelazione
- John David Washington - BlacKkKlansman

### Miglior attrice rivelazione
- Amandla Stenberg - Il coraggio della verità - The Hate U Give (The Hate U Give)

### Miglior volto nuovo
- Yalitza Aparicio - Roma

### Miglior cast
- Viggo Mortensen, Mahershala Ali e Linda Cardellini - Green Book

### Miglior cast rivelazione
- Constance Wu, Henry Golding, Michelle Yeoh, Gemma Chan, Lisa Lu, Awkwafina, Ken Jeong, Sonoya Mizuno, Chris Pang, Jimmy O. Yang, Ronny Chieng, Remi Hii e Nico Santos - Crazy & Rich (Crazy Rich Asians)

### Miglior sceneggiatore
- Peter Farrelly, Nick Vallelonga e Brain Currie - Green Book

### Miglior film d'animazione
- Gli Incredibili 2 (Incredibles 2), regia di Brad Bird

### Miglior documentario
- Believer, regia di Don Argott

### Miglior fotografia
- Matthew Libatique - A Star Is Born

### Miglior compositore
- Justin Hurwitz - First Man - Il primo uomo (First Man)

### Miglior montatore
- Tom Cross - First Man - Il primo uomo (First Man)

### Migliori effetti visivi
- Dan Deleeuw, Kelly Port, Russel Earl e Dan Sudick - Avengers: Infinity War

### Miglior sonoro
- Erik Aadahl, Ethan Van der Ryn e Brandon Proctor - A Quiet Place - Un posto tranquillo (A Quiet Place)

### Migliori costumi
- Sandy Powell - La favorita (The Favourite)

### Miglior trucco e acconciatura
- Jenny Shircore, Sarah Kelly ed Hannah Edwards - Maria regina di Scozia (Mary Queen of Scots)

### Miglior scenografia
- Hannah Beachler - Black Panther